# Třebovice (Ostrava)
Třebovice jsou bývalá obec, v šestnáctém století povýšená na městys a od roku 1990 také městský obvod statutárního města Ostravy o rozloze 281,96 hektarů. Rozkládají se nad soutokem Odry a Opavy.
Městský obvod je známý hlavně svými kulturními památkami (kostel Nanebevzetí Panny Marie, pozůstatky třebovického zámečku), společně s kulturními akcemi (letní slavnost obce Třebovice, Třebovický Koláč), přírodní památkou Turkov.

## Název
Název se vyvíjel od varianty Trzebowicz (1430), Strzebowicz (1464), z Trzebowycze (1539), na Tržebowiczych (1634), z Strzebowicz (1684), Trzebowitz (1736), Strzebowitz (1805, 1835), Střebowitz a Střebovice (1870) až k podobě Třebovice v letech 1881 a 1924. Pojmenování je rodu ženského, čísla pomnožného a genitiv zní Třebovic. Do roku 1601 převažovala varianta jména v jednotném čísle (ta Třebovice). Množné číslo se ustálilo až v 17. století vzhledem k častým okolním jménům s plurálovým -ovice. Název byl odvozen od slova třebová (to vzniklo buď z osobního jména Třěb, nebo z přídavného jména třěbový, které označovalo potok, pole či les, který je vytříbený). Ke slovům začínajícím na Tř- se ve staré češtině a v nářečí přidávala předpona s-, čímž vznikl název Střebovice.

## Historie
Obec byla během druhé světové války osvobozena Rudou armádou dne 30. dubna 1945. Roku 1957 jako samostatná obec zanikly a v roce 1958 byly připojeny k Porubě. Od 24. listopadu 1990 jsou ostravským městským obvodem.

## Sport
V Třebovicích sídlí volejbalový klub Black Volley Beskydy, jehož mužský tým hraje extraligu mužů (nejvyšší soutěž).

## Symboly
Znak (potvrzen historický znak)
V červeném štítě pod stříbrným křídlem kosmo položená polovina stříbrného kapra.
Prapor
Avers opakuje znak, revers tvoří červený list s bílou obrácenou krokví a na ní vpravo položeným červenýma vlevo žlutým pruhem. Prapor byl udělen usnesením Rady města Ostravy číslo 398/10 z 11. dubna 1995.